# Dépénalisation de l'aide à l'entrée et au séjour irréguliers des étrangers en France
Le terme « délit de solidarité » (voir Crime de solidarité) est l'expression popularisée par un groupe d'associations françaises, emmenées par le GISTI (organisation de défense des droits des étrangers en France) pour désigner de manière péjorative la répression de l'aide au séjour des étrangers en situation irrégulière.

## Le délit d'aide au séjour irrégulier
Le délit d'aide à l'entrée, à la circulation et au séjour d'un étranger en situation irrégulière trouve son origine, comme beaucoup de réformes profondes, dans les ordonnances passées en 1945 au sortir de la Seconde Guerre mondiale. Au fur et à mesure des évolutions les peines encourues ont été aggravées, par exemple en 1991. Selon le GISTI, l'analyse des travaux préparatoires montre cependant clairement que l'objectif du législateur était alors de permettre la lutte contre les réseaux organisés (les « passeurs ») qui organisent l'immigration clandestine contre des sommes importantes (parfois sous forme de « dette » et de travail forcé).

## Le texte de loi
L’article L. 622-1 du CESEDA prévoit que « Sous réserve des exemptions prévues à l'article L. 622-4, toute personne qui aura, par aide directe ou indirecte, facilité ou tenté de faciliter l’entrée, la circulation ou le séjour irréguliers d’un étranger en France sera punie d’un emprisonnement de cinq ans et d’une amende de 30 000 € ».

## Campagne autour du «délit de solidarité»
Selon les organisations de défense des migrants, le durcissement de la politique des gouvernements successifs et les réformes législatives (particulièrement celles de 1994 et de 1997) ont cependant modifié l'utilisation de ce délit qui ne vise plus particulièrement la criminalité organisée, et ce malgré des immunités partielles prévues pour les familles (1986) et les associations spécialisées.
La mise en garde à vue de gérants de foyers qui se refusent à dénoncer des étrangers en situation irrégulière ou de militants s'opposant à l'expulsion manu militari de ces étrangers inquiète ces organisations qui y voit une mise en danger des droits fondamentaux de la personne humaine puisque l'assistance juridique (qui seule garantit une procédure équitable) ou l'accès aux soins de ces personnes seraient dans ces conditions, selon elles, compromis.
Face à ce qu'ils perçoivent comme une évolution dangereuse, de nombreuses associations (notamment la Cimade, l'Anafé, Emmaüs, le Secours catholique et France terre d'asile) ont lancé en avril 2009 une campagne et une pétition sur le thème du « délit de solidarité », revendiquant notamment que la loi intègre le critère des « fins lucratives » dans la constitution du délit.
À la suite de la sortie du film Welcome de Philippe Lioret, le député Daniel Goldberg dépose une proposition de loi visant à dépénaliser l'aide à l'entrée et au séjour irréguliers des étrangers, très médiatisée, débattue mais rejetée à l'Assemblée nationale le 30 avril 2009. Une autre proposition de loi est déposée par le groupe communiste du Sénat. Le 15 mai 2009, la conférence des évêques de France se prononce elle aussi, refusant que le « climat de suspicion démobilise ceux pour qui la solidarité n’est pas un vain mot » et appelle à la fraternité avec les clandestins et les réfugiés[source insuffisante].
Les associations continuant de protester contre ce délit nié par Éric Besson, le ministre concède en juillet 2009 être prêt à des modifications législatives. Cette loi prévoyant des exceptions légales a été publiée en 2012.
Durant le quinquennat de François Hollande puis celui d’Emmanuel Macron, Cédric Herrou ou encore Pierre-Alain Mannoni sont condamnés à des peines de prison avec sursis sur la base de cet article de loi[réf. nécessaire].
La militante d’Amnesty International et de l’Anafé, Martine Landryest également inquiétée par la justice avant d’être relaxée.
En 2017, le collectif délinquants solidaires dont sont membres une centaine d’organisations associatives et syndicales à échelle nationale ou locale, (parmi lesquelles notamment la Cimade, le Gisti, l’Anafé, etc) est réactivé afin de répondre à la criminalisation croissante des militants[réf. nécessaire]. Le collectif diffuse à cet égard un manifeste. En 2019, le collectif rassemble plus de 650 organisations.
Le 6 juillet 2018, dans le cadre de l’affaire entourant les actions de Cédric Herrou, les associations de défense des droits obtiennent une victoire devant le Conseil constitutionnel. La QPC que son avocat, Patrice Spinosi, a déposé conduit à la consécration du principe constitutionnel de fraternité et de la liberté d'aider autrui dans un but humanitaire. Par conséquent, le délit de solidarité est fortement limité et le Parlement doit réécrire la loi à ce sujet pour prévoir plus de protection[réf. nécessaire], mais l'aide à l'entrée irrégulière reste sanctionnée. Depuis la décision du Conseil constitutionnel, de nombreuses personnes[réf. nécessaire] ont été poursuivies pour aide à l’entrée d’étrangers en situation irrégulière sur le territoire national alors qu’elles agissent à titre humanitaire, pour sauver des vies[réf. nécessaire].
La loi du 10 septembre 2018 n’a cependant pas supprimé ce que revêt la dénomination de délit de solidarité selon beaucoup d’associations et observateurs comme l’analysent les décodeurs du journal Le Monde.

## Les exceptions légales
L'article L.622-4 du CESEDA, introduit par la loi n°2012-1560 du 31 décembre 2012, prévoit plusieurs cas où l'infraction ne peut pas être poursuivie :
- la sphère de la "vie privée et familiale"

Sont visés "les ascendants ou descendants de l'étranger, de leur conjoint, des frères et soeurs de l'étranger ou de leur conjoint", ainsi que "le conjoint de l'étranger, de la personne qui vit notoirement en situation maritale avec lui, ou des ascendants, descendants, frères et sœurs du conjoint de l'étranger ou de la personne qui vit notoirement en situation maritale avec lui." 
Ces exceptions ne s'appliquent pas lorsque l'étranger bénéficiaire de l'aide au séjour irrégulier vit en état de polygamie ou lorsque cet étranger est le conjoint d'une personne polygame résidant en France avec le premier conjoint.
- la sphère associative

Sont visées les activités "de toute personne physique ou morale, lorsque l'acte reproché n'a donné lieu à aucune contrepartie directe ou indirecte et consistait à fournir des conseils juridiques ou des prestations de restauration, d'hébergement ou de soins médicaux destinées à assurer des conditions de vie dignes et décentes à l'étranger, ou bien toute autre aide visant à préserver la dignité ou l'intégrité physique de celui-ci."

### Les changements apportés par la loi du 10 sept. 2018
La dernière loi en date doit théoriquement s’adapter à la décision du Conseil constitutionnel sur « le principe de fraternité », au nom duquel une aide désintéressée à des étrangers ne saurait être poursuivie.
La loi du 1er août exonère ainsi de poursuite « toute personne physique ou morale lorsque l’acte reproché n’a donné lieu à aucune contrepartie directe ou indirecte et a consisté à fournir des conseils ou accompagnements juridiques, linguistiques ou sociaux, ou toute autre aide apportée dans un but exclusivement humanitaire ».
Néanmoins des condamnations pourraient être encore prononcées puisque la nouvelle loi condamne toujours les « contreparties indirectes », formule qui de par son caractère flou peut englober des actions militantes, et n’exempte que l’ « aide apportée dans un but exclusivement humanitaire ». Par ailleurs, « l’aide à l’entrée irrégulière » reste un délit et sanctionnée comme tel.